# 王さまはネコがきらい
『王さまはネコがきらい』（おうさまはネコがきらい）は、曽祢まさこによる日本の漫画作品。

## 概要
『なかよし』（講談社）において、1987年に連載された。

## 書誌情報
曽祢まさこ 『王さまはネコがきらい』 講談社〈講談社コミックスなかよし〉、全1巻
- 1巻、1987年9月6日発行、ISBN 4-06-178586-9